# قطمون
قطمون (عربی: قطمون) محله‌ای در جنوب مرکزی اورشلیم است.